# Mossegada d'animal

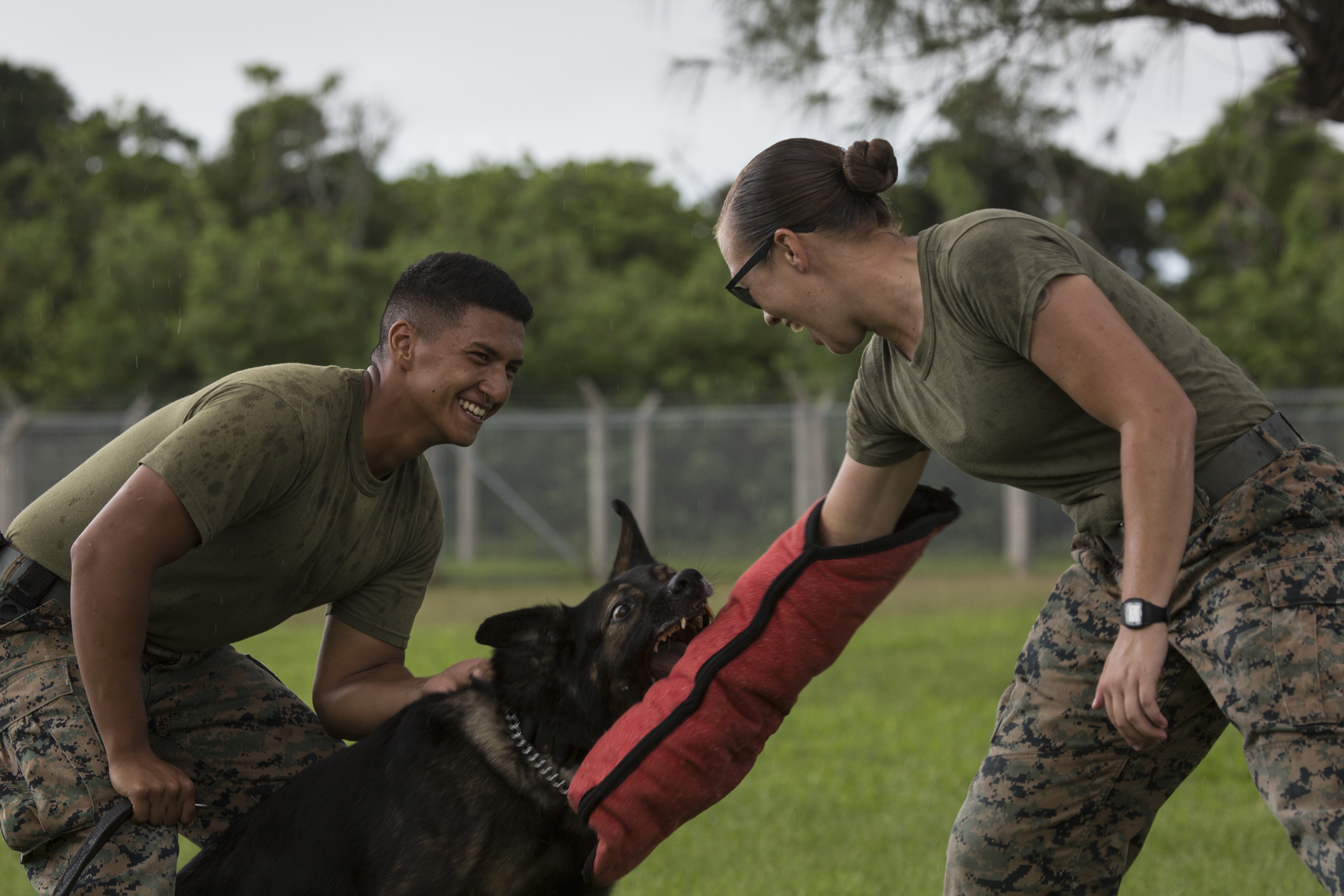
Entrenament militar de gossos

Una mossegada d'animal és una ferida, normalment una perforació o laceració, causada per les dents. Una mossegada d'animal sol donar lloc a la ruptura de la pell, però també inclou contusions per l'excés de pressió en els teixits del cos sobre els quals té lloc la mossegada. Les contusions poden ocórrer sense que es trenqui la pell. Les mossegades poden ser o no el resultat d’una provocació. Altres vegades aquests atacs pot ser que semblin no provocats. Mossegar és una acció física que no només caracteritza un atac, sinó que és una resposta normal en un animal mentre menja, mou objectes, estova i prepara el menjar per a les seves cries, elimina els ectoparàsits de la seva superfície corporal, elimina llavors o plantes que se li hagin pogut quedar enganxades al pèl, mentre es grata i quan neteja altres animals. Les mossegades d'animals sovint causen infeccions greus i mort. Les mossegades animals no només inclouen lesions dentals de rèptils i mamífers, sinó també de peixos i amfibis. Els artròpodes també poden mossegar i deixar lesions.

## Signes i símptomes
Les ferides de mossegada poden causar diferents signes i símptomes
- Dany generalitzat del teixit degut a l'esquinçament de la pell i a les rascades

- Hemorràgia greu si hi ha perforació dels vasos sanguinis principals

- Infecció per bacteris o altres patògens, inclosa la ràbia

- Introducció de verí a la ferida per part d’animals verinosos com per exemple algunes serps

- Introducció d'altres irritants a la ferida, que causen inflamació i picor

## Classificació
Les mossegades solen classificar-se segons el tipus d'animal que causa la ferida. Molts animals diferents poden mossegar els humans.

### Vertebrats

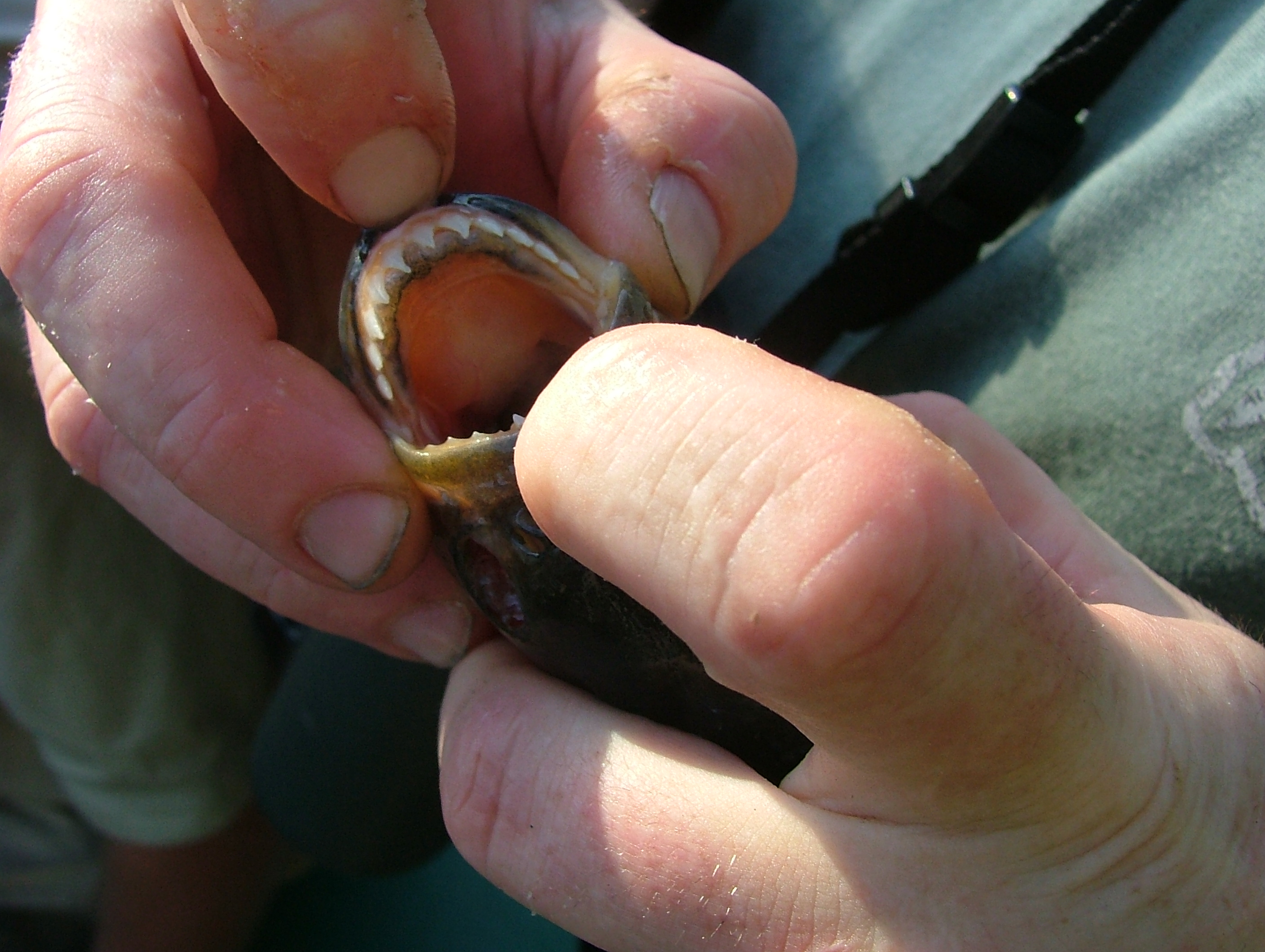
La mandíbula de la piranya mostrant les dents

Animals de companyia, com gossos, gats, rates, fures i lloros poden mossegar els humans.
- Els animals salvatges, de vegades, també poden mossegar els humans. Les mossegades de diversos mamífers com ara ratpenats, mofetes, llops, ossos rentadors, etc. poden transmetre la ràbia, que gairebé sempre és letal si no es tracta a temps.

- Les mossegades humanes poden causar grans danys a la carn, però son particularment perilloses per la propagació de malalties transmissibles.

Les lesions de mossegada involuntàries causades per cops de puny a les dents (conegudes com a lesions de mossegada inversa) són una conseqüència freqüent de les baralles a cops de puny. Aquestes han estat anomenades «mossegades de baralla». Les lesions per mossegada als artells o als tendons de la mà tendeixen a ser les més greus.
Se sap que els infants mosseguen objectes per alleujar el dolor quan els comencen a sortir les dents i, sense adonar-se’n poden mossegar mans o braços d'altres persones. També mosseguen a d'altres persones quan estan enfadats o quan es porten malament, encara que els pares solen corregir aquests comportaments durant les primeres etapes de vida del nen.

### Lesions per mossegada inversa
Una lesió per mossegada inversa (nomenada també lesió per cop de puny o mossegada per baralla) té lloc quan una persona dona un cop de puny a la cara d’una altra persona i la pell (o de vegades els tendons) dels seus artells es laceren contra les dents de la persona a qui s’està donant el cop de puny. Aquesta ferida sovint es localitza just per sobre de l'articulació metacarpofalàngica cosa que pot acabar produint una lesió als tendons més propers. El tractament mèdic d'aquesta lesió és similar al d'una mossegada humana, però cal tenir en compte que també pot implicar dany als tendons subjacents. Aquestes lesions haurien de tractar-se com les d'altres mossegades humanes: són essencials la neteja de la ferida i l'administració d'antibiòtics, ja que la saliva humana pot contenir un gran nombre de bacteris. El caràcter d'aquestes lesions és tan seriós, que tot i que la lesió es tracti de manera òptima, encara hi ha la possibilitat que quedin seqüeles.

### Artròpodes
Les picades d'artròpodes comporten algunes de les conseqüències sanitàries conegudes més greus. Les picades de mosquits transmeten malalties greus i provoquen milions de morts i malalties arreu del món. Les paparres també transmeten moltes malalties, com la malaltia de Lyme.
- Picada d'aranya

- Mossegades i picades d'insectes

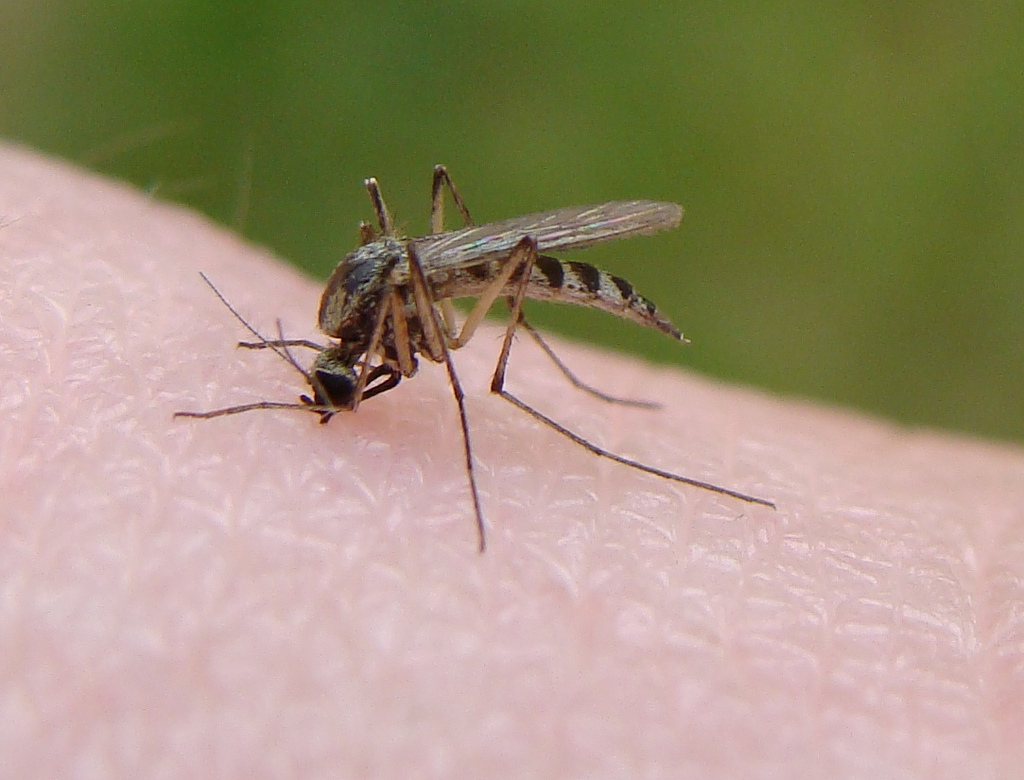
Una picada de mosquit

  - Les picades de puces són les responsables de transmetre la pesta.
  - Les picades de mosquits són els responsables de transmetre el dengue i la malària.

- Mossegada de sangonera

## Mecanisme

### Trauma
Una de les primeres conseqüències de la mossegada és el trauma infligit al teixit. Durant una confrontació, alguns dels animals que mosseguen també reben mossegades. El trauma inclou rascades a la superfície de la pell, pèrdua de dents, picades, laceracions superficials i profundes, amputacions i l'esquinçament de pell i cabells. Si es danyen els principals vasos sanguinis, es pot produir una pèrdua de sang greu.

### Infecció
Les mossegades poden introduir patògens a l’organisme. Alguns d'aquests patògens poden trobar-se originàriament a la boca de l’animal que mossega, a la superfície on la persona o l’animal ferit cau, o pot ser que formin part de la biota natural present a la pell o als cabells de l'animal. L'aparició dels antibiòtics va millorar el pronòstic de les infeccions per ferides de mossegada.

### Ràbia
Quan les mossegades d’animals, sobretot gossos i ratpenats, penetren la pell, transmeten la ràbia als humans. La transmissió de la ràbia a través d'altres animals és poc freqüent. Si l'animal es captura amb el cap, tan si és viu com mort, aquest es pot analitzar per tal de detectar la malaltia. Els signes de la ràbia inclouen treure escuma per la boca, grunyir, autolesió, moviments espasmòdics, ulls vermells i hidrofòbia.
En molts llocs es recomana el tractament profilàctic si l'animal no es pot capturar. Hi ha diversos països on la ràbia no és endèmica.

## Tractament
El primer pas del tractament és rentar la ferida de la mossegada. Si el risc per infecció és baix, es pot suturar la ferida. Abans del descobriment dels antibiòtics, la mossegada es solia desbridar i drenar, però tot i així la taxa d'infecció continuava sent elevada. L’any 2019 l’organització Cochrane va dur a terme una revisió sistemàtica de la literatura existent per tal d’avaluar la taxa de curació i infecció de les ferides per mossegada basant-se en si s’havien suturat o no, i si s’havien saturat en quin termini s’havia fet. Els autors de la revisió van buscar estudis que comparessin ferides suturades immediatament, ferides obertes durant un curt període i suturades posteriorment, i ferides no suturades. A causa de la manca de proves fiables, els autors de la revisió van concloure que eren necessaris assaigs aleatoritzats més sòlids per poder respondre amb certesa aquesta qüestió.

### Antibiòtics
Es recomana prendre antibiòtics com a mesura profilàctica per mossegades a les mans de gossos i gats i per a mossegades humanes, si són profundes. També es recomanen en els casos de pacients amb un sistema immunitari deprimit. No hi ha prou evidència per recomanar l'ús profilàctic d'antibiòtics en mossegades a altres zones del cos. L’antibiòtic preferit és l'amoxicil·lina amb àcid clavulànic i, si el pacient és al·lèrgic a la penicil·lina, llavors la doxiciclina amb metronidazole. Les penicil·lines contra estafilococs (per exemple: cloxacil·lina, nafcil·lina, flucloxacil·lina) i els macròlids (per exemple: eritromicina, claritromicina) no s'utilitzen perquè no cobreixen espècies del gènere Pasteurella.

### Vacunacions
La vacuna per a la prevenció de ràbia està àmpliament disponible a Amèrica del Nord i als Estats del nord d'Europa.
El tractament de toxoides contra el tètanus es recomana en aquelles persones que no tenen les vacunes actualitzades i han patit una mossegada que els ha travessat la pell. La globulina immunitària del tètanus està indicada en aquelles persones que fa més de 10 que no s’han vacunat contra aquesta malaltia. La vacuna de record del tètanus s'hauria d’administrar cada deu anys.

### Picades de mosquits
Els antihistamínics són un tractament efectiu per als símptomes de les picades. Moltes malalties com la malària i el dengue es transmeten per picades de mosquit.

## Epidemiologia
Les mossegades humanes són el tercer tipus més freqüent de mossegada després de les mossegades de gos i gat. Les mossegades de gos són les més habituals; els nens solen ser els més afectats i la cara i el cuir cabellut són les zones del cos més afectades. Als Estats Units cada any es denuncien al voltant de 4,7 milions de mossegades de gos. El recompte anual estimat de mossegades d'animals als Estats Units és de 250.000 mossegades humanes, d'1 a 2 milions de mossegades de gos, 400.000 mossegades de gat i 45.000 mossegades de serp. Les mossegades de mofetes, cavalls, esquirols, rates, conills, porcs i micos poden arribar a ser fins a l'1% de les lesions per mossegada. Els atacs sense provocació de fures quan es tenen com animals de companyia causen lesions facials severes. Les mossegades d’animals salvatges, tot i que s'assumeix que són les més comunes a causa de la ràbia, constitueixen menys de l’1% de les ferides declarades. Quan una persona rep una mossegada, el més probable és que es produeixi al braç dret, ja que les persones tendeixen a defensar-se amb els seu braç dominant. S’estima que tres quartes parts de les ferides de mossegada es localitzen als braços o a les cames dels humans. Les mossegades a la cara constitueixen només el 10% del total. Dos terços de les lesions per mossegada en humans són a víctimes joves, nens de deu anys o menys. Fins a tres quartes parts de les mossegades de gos afecten a persones de menys de 20 anys. Als Estats Units, els costos associats a les mossegades de gos s'estimen en més de 1.000 milions de dòlars anuals. Els grups d'edat que més pateixen les mossegades de gos són els nens de 5 a 9 anys. Sovint, les mossegades ni es declaren, ni es tracten i, per tant, moltes d’aquestes ferides passen desapercebudes. Fins a l'1% de les urgències pediàtriques són per al tractament de mossegades d'animals. Això és més freqüent durant els mesos d'estiu. Fins al 5% dels nens que reben atenció urgent per mossegades de gos acaben admesos a l'hospital. És més freqüent que les mossegades tinguin lloc entre la tarda i el vespre. Les nenes pateixen més mossegades de gat que de gos. Els nens pateixen el doble de mossegades de gos que les nenes.

## Història
Durant l’època bíblica ja s’havien documentat ferides de mossegada en humans. Existeixen informes d'infeccions secundàries, posteriors a una mossegada humana, en nens als Estats Units des del 1910. Les taxes de morbiditat i mortalitat han millorat molt amb l'ús d'antibiòtics.